# Hubert Languet

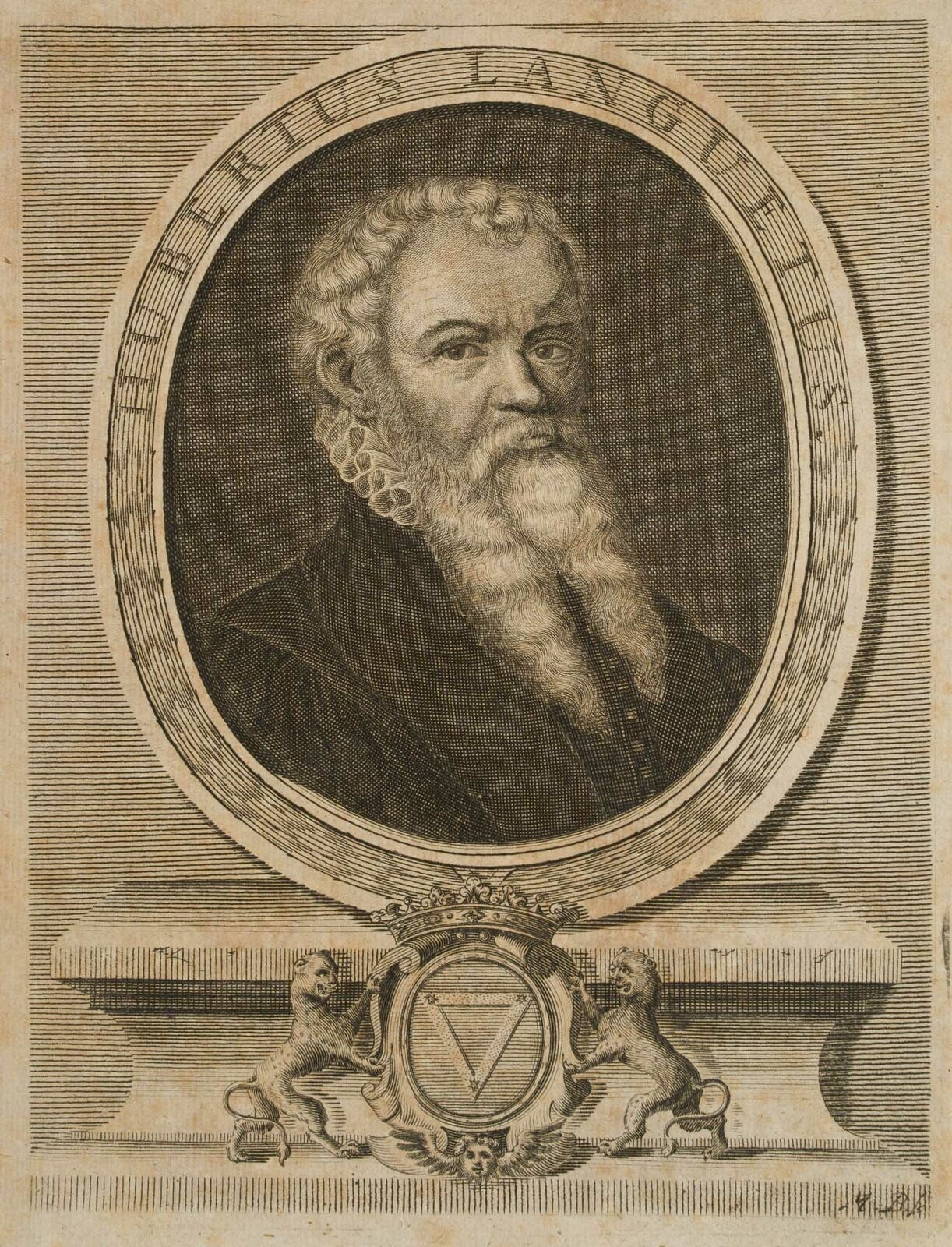
Hubert Languet

Hubert Languet, född 1518, död 30 september 1581, var en fransk protestantisk diplomat.
Efter rättsvetenskapliga studier vid franska och italienska högskolor kom Languet i förbindelse med den tyska protestantismens ledande män och trädde under sin vistelse i Wittenberg i nära beröring med Philipp Melanchthon. Länge verkade han som diplomatisk agent i kurfurstendömet Sachsens tjänst, men hans kalvinistiska övertygelse framkallade konflikter med den stränga lutherdomens representanter, och under sina senare år tillhörde han Vilhelm av Oraniens närmaste omgivning. Languet, vars brev till samtida furstar och statsmän är viktiga historiska dokument, har tidigare ansetts vara författare till skriften Vindiciæ contra tyrannos (1579), som numera tillskrivs Philippe de Mornay.